# Südliches Höllhorn
Le Südliches Höllhorn est une montagne qui s’élève à 2 145 m d’altitude dans les Alpes d'Allgäu, à la frontière entre l'Allemagne et l'Autriche.